# Asteroschema capensis
Asteroschema capensis är en ormstjärneart som beskrevs av Ole Theodor Jensen Mortensen 1925. Asteroschema capensis ingår i släktet Asteroschema och familjen Asteroschematidae. Inga underarter finns listade i Catalogue of Life.